# Boris und Gleb

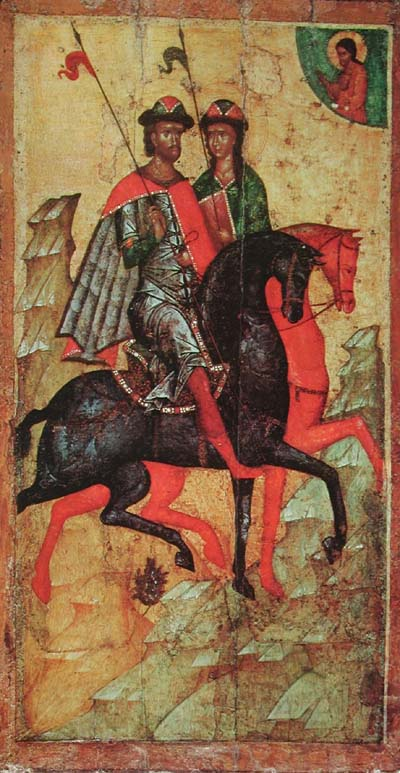
Boris und Gleb

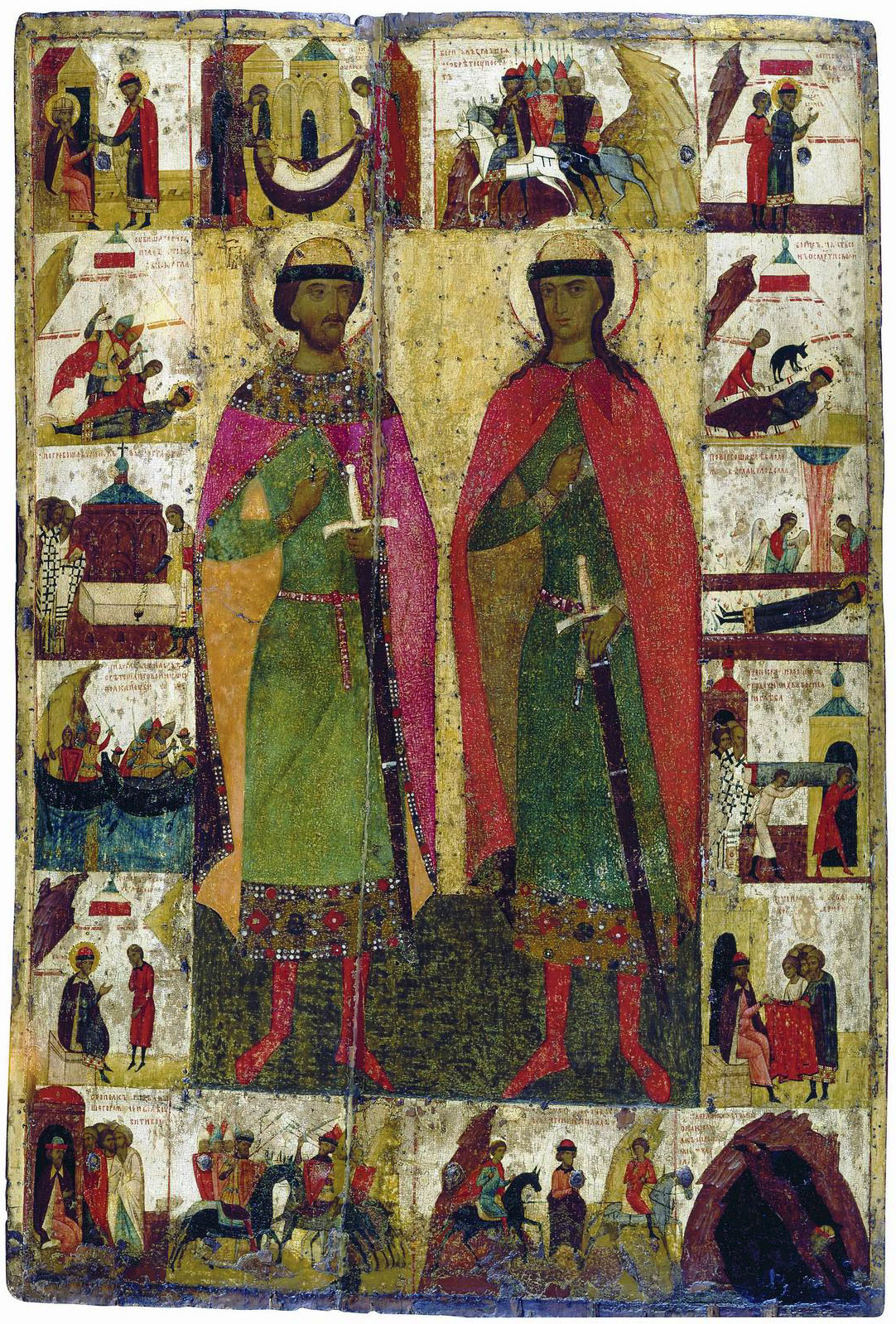
Boris und Gleb

Boris und Gleb (altostslawisch Борисъ Taufname Roman, † 24. Juli 1015; und Глѣбъ, Taufname David, † 5. September 1015) waren Fürsten der Kiewer Rus. Sie waren die ersten Heiligen der russisch-orthodoxen Kirche. Gedenktage sind der 2. Mai und der 24. Juli. Auch in der römisch-katholischen Kirche werden sie als Heilige verehrt (Roman der Russe und David der Russe).

## Überlieferung
In der Nestorchronik gibt es nur kurze Erwähnungen über Boris und Gleb.
Ausführlich berichten die Erzählung über Boris und Gleb (von Jakob Tschernorisez ?) und die Lesung über Boris und Gleb (vom Mönch Nestor) über ihren Märtyrertod in Form von Heiligenlegenden; beide aus der zweiten Hälfte des 11. Jahrhunderts.

## Leben
Boris und Gleb waren Söhne Wladimirs des Großen von Kiew und einer bulgarischen Mutter. Ihre Geburtsjahre sind nicht bekannt, sie könnten um 986 und 987 gelegen haben. Um 995 (oder 1010?) wurde Boris Fürst von Rostow (Rostow-Jaroslawski, nicht zu verwechseln mit Rostow am Don), Gleb Fürst von Murom. Mehr Informationen über ihr Leben sind nicht überliefert.
1015 wurden beide im Zuge von Auseinandersetzungen um die Thronfolge in Kiew im Auftrag ihres Halbbruders Swjatopolk ermordet: Boris wurde durch Stiche verletzt, als er von einer vergeblichen Suche nach angeblichen petschenegischen Angreifern zurückkehrte. Er wurde durch einen Lanzenstoß in Kiew getötet. Gleb wurde von einem Diener die Kehle durchgeschnitten, als er auf der Reise zum sterbenden Vater war.

## Verehrung und Kanonisierung

### Russisch-orthodoxe Kirche
Die Verehrung der Brüder setzte um 1050 ein und beschränkte sich zunächst auf das Kiewer Herrscherhaus. Ihre Verehrung spielte im späteren religiösen und politischen Leben Russlands eine bedeutende Rolle, sie zählten zu den populärsten altrussischen Heiligen.
Die Kanonisierung von Boris und Gleb begann vermutlich bereits zur Zeit Jaroslaws; endgültig zu den ersten ostslawischen Heiligen erklärt wurden sie vermutlich 1071 anlässlich der Überführung ihrer Gebeine in die Boris-und-Gleb-Kirche in Wyschhorod bei Kiew.
Mehrere Kirchen und Klöster in Russland sind nach den beiden Heiligen benannt. Ihnen wurde das Patronat über Russland und Moskau übertragen.
Auf den unzähligen Ikonen und in der Kunst werden sie fast immer gemeinsam dargestellt.
1704 wurde die Stadt Borissoglebsk nach ihnen benannt.

### Römisch-katholische Kirche
1724 wurden sie von Papst Benedikt XIII. auch für die katholische Kirche als Heilige anerkannt.

### Gedenktage
Ihre Gedenktage sind der 24. Juli (armenisch, katholisch, orthodox), der 5. Mai (armenisch) und die Erhebung der Gebeine am 2. Mai.